# Фотокаталитический бетон
Фотокаталитические бетоны так назвали в честь химического процесса — фотокатализа, который протекает в структуре бетона под действием света. А именно разложение практически любых встречаемых на стенах всякого сооружения загрязнений — пыли, плесени, бактерий, частиц выхлопных газов и т. д. Фотокаталитические бетоны являются перспективным направлением в строительстве, благодаря возможности эффективного решения проблемы загрязнения атмосферного воздуха в городах и самоочистки фасадов зданий. Технология изготовления таких бетонов не отличается от обычных бетонов и не требует дополнительного оборудования. Фотокаталитические бетоны могут оказаться выгодным экономическими решением по улучшению качества жизни в городах и поддержанию здоровья населения. Помимо загрязнения воздуха в больших городах существуют проблемы загрязнения фасадов зданий. Фотокаталитические бетоны могут обеспечить не только снижение концентрации загрязняющих веществ в воздухе, но также способствовать самоочищению поверхностей, на которых они применены. Эти строительные материалы уже несколько лет используются при строительстве в Японии, Бельгии, Италии, Франции, США.

## История

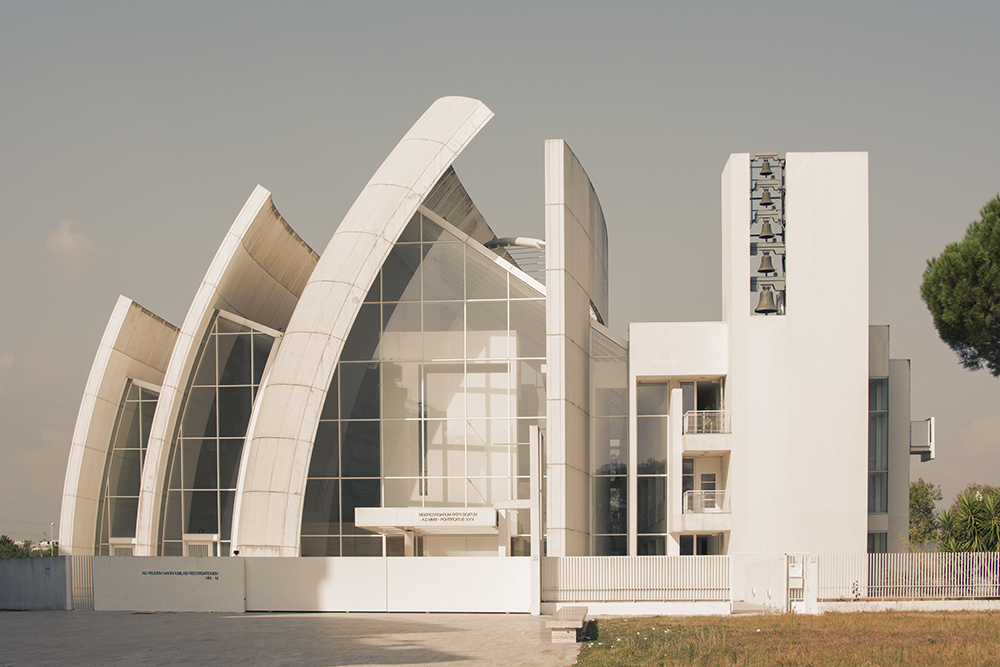
Церковь Дио Падре Мизерикордиозо

Технология фотокаталитического бетона впервые была применена в архитектуре при строительстве Церкви Дио Падре Мизерикордиозо в Италии. Постройка Ричарда Майера, называемая также «Церковью Юбилея», была приурочена к празднованию 2000-летия христианства, которое отмечалось в 2000 году. Главным спонсором строительства выступила итальянская фирма-производитель строительных материалов Italcementi Group. Для того, чтобы белоснежные бетонные «паруса» новой церкви не требовали частых чисток, специалисты этой компании использовали свою новую разработку — белое самоочищающееся покрытие для стен. Но в тот момент они не знали, что из-за содержания диоксида титана, белого пигмента, этот краситель-штукатурка поглощает выхлопные газы и другие составляющие городского смога.
Это открытие поставило вопрос о широком применении подобных материалов в городском строительстве. По данным исследований, воздух на расстоянии 2,5 м от фасада, покрытого краской с диоксидом титана, содержит различных продуктов горения на 70 % меньше, чем в среднем по городу. То есть, пешеходы вдыхают меньше вредных веществ, когда проходят мимо зданий, обработанных таким образом.
Также рассматриваются варианты использования фотокаталитического цемента для покрытия асфальтовых дорог. В качестве эксперимента он был использован на 300-метровом участке шоссе близ Милана. Замеры показали, что при средней загруженности этой дороги 1000 машин в час уменьшение содержания в воздухе оксидов азота на уровне земли составило 60 %.
Некоторые специалисты скептически отнеслись к открытию сотрудников Italcementi: по их мнению, необходимо снижать уровень выбросов вредных веществ, а не уничтожать их результат — смог. К тому же, практически все катализаторы имеют свойство со временем терять эффективность. Пока же ученые решают эту проблему, нам остается любоваться на белоснежные стены Церкви Дио Падре Мизерикордиозо, сверкающие по сравнению со швами между бетонными плитами, которые не были покрыты титановым грунтом.
И ещё один шедевр современной архитектуры, чей фасад выполнен из фотокаталитического бетона, построен в 2015 году в Милане Его создателями выступили разработчики из Nemesi & Partners. Строительство этого удивительного сооружения было приурочено к открытию научной выставки EXPO в Италии в 2015 году. Его интересная архитектура, солнечные батареи на крыше, полностью обеспечивающие здание электроэнергией, и главный фасадный материал — фотокаталитический бетон, как нельзя лучше олицетворили эту выставку прорывом в строительной области.

## Особенности материала

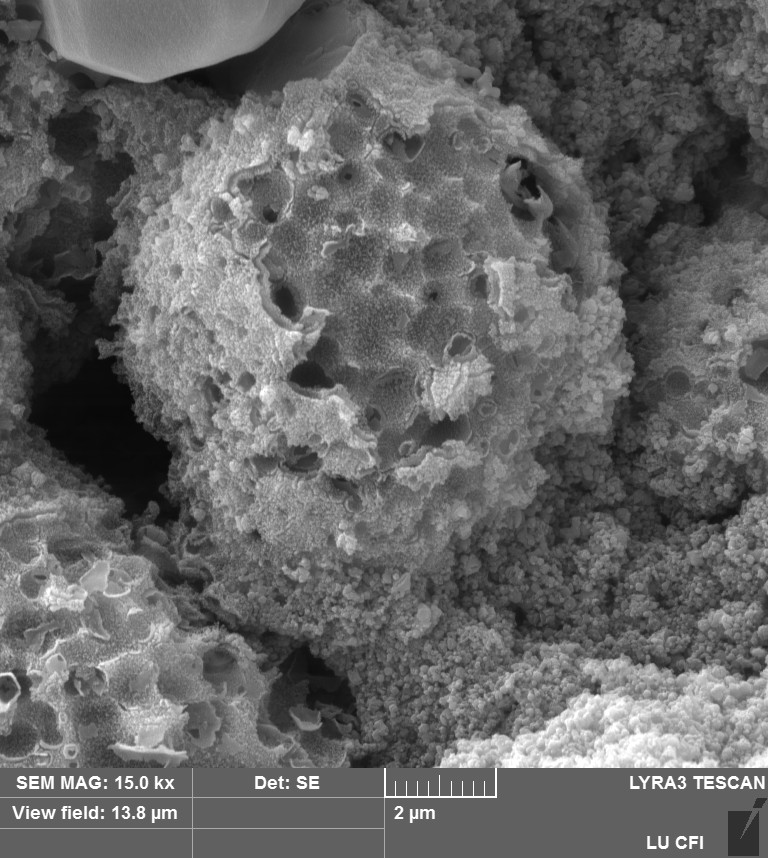
Диоксид титана. Изображение под микроскопом.

Бетон фотокаталитический изготавливается по технологии, согласно которой в рецептуру бетона добавляют наночастицы катализатора — диоксида титана (TiO2). Это вещество ускоряет химическую реакцию фотокатализа, которая происходит под действием попадающего на поверхность бетона солнечного света. В результате происходит «самоочищение» поверхности бетона.
Исследования показывают, что фотокаталитические бетоны обладают фотокаталитической активностью и могут очищать воздух, например, от окислов азота или летучих органических соединений. Добавление диоксида титана в цемент улучшает механические свойства получаемых бетонов. Несмотря на это преимущества, некоторые недостатки, к сожалению, все ещё существуют:
- Иногда побочные продукты, образующиеся при фотокаталитическом разложении загрязнений, более токсичны, чем первичные. Это можно устранить путем сильной адсорбции побочных продуктов на поверхности фотокатализаторов до их общей минерализации;

- Некоторые фотокаталитические цементы активируются только при облучении ультрафиолетовом светом. Также существует фотокатализаторы, например, диоксид титана, допированный атомами углерода, азота или серы, которые активны при облучении видимым светом;

- Увеличение массы фотокатализатора в цементе увеличивает его фотокаталитическую активность, но, когда добавление превышает 5 % от общей массы, механические свойства модифицированного цемента ухудшаются.

- Цены на коммерческие фотокаталитические цементы и составы по-прежнему выше цен простого цемента.

Однако преимущества фотокаталитических бетонов, такие как, очистка атмосферного воздуха от загрязнений, повышенные механические свойства и свойства самоочищения, делают эти бетоны строительным материалом ближайшего будущего. Фотокаталитическая активность бетонов на основе диоксида титана при регулярной чистке активной поверхности сохраняется спустя много лет после начала применения. На основе анализа методов определения эффективности фотокаталитических бетонов выявлены наилучшие условия для их применения, а также сделаны выводы об использовании стандартных методов испытаний для фотокаталитических бетонов.

## Применение в России
Факты использования фотокаталитических бетонов в реальных городских условиях на территории Российской Федерации не известны. Известны лишь лабораторные эксперименты по применению фотокаталитических бетонов при проведении натурных исследований по определению их эффективности. В связи с перспективами использования и развитием фотокаталитических бетонов в 2016 году вышел нормативный документ ГОСТ Р 57255—2016 «Бетоны фотокаталитически активные самоочищающиеся. Технические условия», который разработан Научно-исследовательским, проектно-конструкторским и технологическим институтом бетона и железобетона им. А. А. Гвоздева — структурным подразделением АО НИЦ «Строительство». Методы испытаний по ГОСТ Р 57255—2016 не касаются определения эффективности использования фотокаталитических бетонов в реальной городской среде.